# Avventure del West
Avventure del West (en español, Aventuras del Viejo Oeste) es una colección de historietas italianas del Oeste, publicadas desde 1954 a 1960 por la Casa Editrice Audace (hoy Sergio Bonelli Editore).

## Trayectoria editorial
En Avventure del West fueron reeditadas algunas series ya publicadas en otras colecciones del mismo editor (Collana Arco, Collana Zenit, Tex, Kocis y Collana Fiamma).
La colección consta de 132 números divididos en 10 series, cada una de ellas dedicada a uno o dos personajes diferentes:
1. I tre Bill
2. Gordon Jim
3. Mani in alto!
4. Rio Kid, Yuma Kid
5. Za La Mort
6. Il sergente York
7. Il Cavaliere Nero, Il ritorno dei tre Bill
8. El Kid, Cherry Brandy
9. La pattuglia dei bufali, Yado
10. Big Davy, Rocky Star

Los guionistas de dichas series son Gian Luigi Bonelli, Roy D'Amy y Andrea Lavezzolo, mientras que los dibujantes son Dino Battaglia, Giovanni Benvenuti, Renzo Calegari, Rinaldo D'Ami, EsseGesse, Francesco Gamba, Pietro Gamba y Mario Uggeri.